# Лэнигэн, Джон
Джон Лэнигэн  (англ. John Lanigan; 7 января 1921 — 1 августа 1996) — оперный тенор.

## Биография
Родившись в Австралии в семье профессиональной певицы Люси Колахан и тенора-любителя, он учился пению в Италии и сделал 30-летнюю карьеру в британской Королевской опере «Ковент-Гарден» с 1951 по 1981 год. Он служил в Королевском австралийском корпусе связи во время Второй мировой войны и, находясь в вооружённых силах, участвовал в вокальных соревнованиях Melbourne Sun Aria, которые выиграл в 1945 году. Лэнигэн исполнил более 80 ролей. В ранние годы он выступал в качестве лирического тенора, а позднее стал известен своими партиями в характерных ролях. Наибольшего успеха артист добился, выступая в оперных постановках современных композиторов, в частности, Бриттена, Типпетта, Дейвиса и Хенце..

## Личная жизнь
Лэнигэн был единожды женат и имел сына. Во многом из-за привязанности к семье, а также благодаря желанию оставаться в труппе «Ковент-Гарден» на постоянной основе, артист отказывался от всех международных предложений.

## Смерть
Лэнигэн дал своё последнее выступление в Королевском оперном театре в июне 1981 года, выйдя на сцену вместе со своим учеником Питером Граймсом. После выхода на пенсию переехал в Канаду. Он умер 1 августа 1996 года в возрасте 75 лет.